# Paul Esser
Paul Esser (Kapellen, 24 aprile 1913 – Tenerife, 20 gennaio 1988) è stato un attore tedesco teatrale, cinematografico e televisivo. Ha lavorato anche come doppiatore.
In tv, è stato il protagonista della versione di Sender Freies Berlin di Tatort ed è noto anche per aver interpretato il ruolo del prigioniero ladrone "Blom" nella serie televisiva Pippi Calzelunghe.

## Biografia
Dopo aver studiato recitazione per due anni con Adolf Dell, nel 1939 Paul Esser debuttò allo Stadttheater di Paderborn. Iniziò la sua carriera teatrale apparendo sui palcoscenici di Weimar, Posen, Memel e Schneidemühl e anche in qualche film. Nel 1943, entrò a far parte del Deutschen Theater di Berlino, dove rimase fino all'autunno dell'anno seguente, quando l'attività del teatro venne interrotta dalla guerra. Dopo la fine del conflitto, chiamato da Gustaf Gründgens, lavorò allo Schauspielhaus di Düsseldorf. A Francoforte, iniziò a lavorare come regista, prima di trasferirsi a Berlino. Nel 1951, recitò nel ruolo di Guglielmo Tell nello spettacolo di riapertura dello Schillertheater.
Al cinema, dopo i suoi esordi sullo schermo nel 1941 in un film firmato da Carl Froelich e interpretato da Heinz Rühmann e Anny Ondra - due tra i più popolari attori dell'epoca - Esser fu protagonista di Rotation, che - nel 1954 - fece vincere al regista Wolfgang Staudte  il Pardo d'oro al Festival di Locarno. Il film era prodotto dalla DEFA, lo studio cinematografico della Germania Est per cui Esser lavorò per qualche anno. La casa produsse nel 1950 il suo primo film a colori, Das kalte Herz,  di cui Esser fu uno dei protagonisti. Nello stesso anno, l'attore fu Falstaff in Die lustigen Weiber von Windsor, versione cinematografica de Le allegre comari di Windsor, dove aveva come partner Sonja Ziemann; nel 1951, interpretò il prussiano von Wulckow in Der Untertan, trasposizione per lo schermo del romanzo di Heinrich Mann. Dopo essersi trasferito nella Germania Ovest, la sua carriera conobbe una battuta di arresto, perché gli vennero affidati parti di secondo piano.
Morì il 20 gennaio 1988, all'età di 74 anni.

## Filmografia parziale
- Der Gasmann, regia di Carl Froelich (1941)
- Liebesgeschichten, regia di Viktor Tourjansky (1943)
- Rotation, regia di Wolfgang Staudte (1949)
- Der Kahn der fröhlichen Leute, regia di Hans Heinrich (1950)
- Die lustigen Weiber von Windsor, regia di Georg Wildhagen (1950)
- Das kalte Herz, regia di Paul Verhoeven (1950)
- Der Untertan, regia di Wolfgang Staudte (1951)
- Heimweh nach dir, regia di Robert A. Stemmle (1952)
- Christina, regia di Fritz Eichler (1953)
- Der unsterbliche Lump, regia di Arthur Maria Rabenalt (1953)
- Ein Leben für Do, regia di Gustav Ucicky (1954)
- Gefangene der Liebe, regia di Rudolf Jugert (1954)
- Hoheit lassen bitten, regia di Paul Verhoeven (1954)
- Undine, regia di Ludwig Berger - film tv (1955)
- Die Toteninsel, regia di Viktor Tourjansky (1955)
- Sohn ohne Heimat, regia di Hans Deppe (1955)
- Ihr Leibregiment, regia di Hans Deppe (1955)
- Urlaub auf Ehrenwort, regia di Wolfgang Liebeneiner (1955)
- Johannisnacht, regia di Harald Reinl (1956)
- Das Hirtenlied vom Kaisertal
- Jeanne oder Die Lerche  - film tv
- Mitternacht, regia di Hans-Waldemar Bublitz  - film tv (1957)
- Due volte non si muore (Unruhige Nacht), regia di Falk Harnack (1958)
- Per favore non toccate le modelle (Ich zähle täglich meine Sorgen), regia di Paul Martin (1960)
- La ballata dei fantasmi (Das Spukschloß im Spessart), regia di Kurt Hoffmann (1960)
- Die endlose Nacht, regia di Will Tremper (1963)
- Una moglie giapponese?, regia di Gian Luigi Polidoro (1968)
- Se è martedì deve essere il Belgio (If It's Tuesday, This Must Be Belgium) (1969)
- La vestale di Satana (Les Lèvres Rouges), regia di Harry Kümel (1971)

### Televisione
- Pippi Calzelunghe (Pippi Långstrump) 1969
- Tatort 1971-1974